# Peneothello
Peneothello Mathews, 1920 è un genere di uccelli della famiglia dei Petroicidi.

## Tassonomia
Comprende cinque specie:
- Peneothello sigillata (De Vis, 1890) - balia neoguineana alibianche;
- Peneothello cryptoleuca (Hartert, 1930) - balia neoguineana fuligginosa;
- Peneothello cyanus (Salvadori, 1874) - balia neoguineana blu-antracite;
- Peneothello bimaculata (Salvadori, 1874) - balia neoguineana bimaculata;
- Peneothello pulverulenta (Bonaparte, 1850) - balia delle mangrovie.

Tutte le specie sono presenti in Nuova Guinea, ma mentre le prime quattro sono endemiche dell'isola, la balia delle mangrovie si incontra anche in Australia settentrionale.